# Die Verlobung des Monsieur Hire (Film)
Die Verlobung des Monsieur Hire (Originaltitel: Monsieur Hire) ist ein französischer Spielfilm von Patrice Leconte aus dem Jahr 1989 nach dem gleichnamigen Roman von Georges Simenon.

## Handlung
Der Schneider Monsieur Hire (eigentlich Hirovitch) ist ein Außenseiter und Sonderling. Er ist weder gesellig noch freundlich und wird im Gegenzug von den Menschen gemieden und von den Kindern gehänselt. Die einzigen sozialen Kontakte in seinem zurückgezogenen Leben sind gelegentliche Besuche bei Prostituierten und ein Bowling Club, in dem sich Hire für Stunden zum bewunderten Star wandelt. In seiner Werkstatt hält er weiße Mäuse, die er beobachtet. Und er beobachtet Menschen. Die junge Verkäuferin Alice steht, seit sie ins Haus gegenüber eingezogen ist, im Mittelpunkt seiner Leidenschaft. Während er sie heimlich betrachtet, hört er immer dieselbe Schallplatte: das knapp zweiminütige wehmütige Mittelstück aus dem vierten Satz des Klavierquartetts Nr. 1 in g-Moll von Johannes Brahms.
Eines Tages geschieht ein Mord an einer jungen Frau in der unmittelbaren Nachbarschaft. Hire beobachtet, wie Alices Verlobter Emile in ihrer Wohnung das Blut von seinem Mantel wäscht und die Handtasche des Opfers deponiert. Doch Hire selbst gerät ins Visier der polizeilichen Ermittlungen, weil er der groben Beschreibung des Täters ähnelt und weil er ein Sonderling ist. Der Polizeiinspektor beginnt ein Psychospiel mit Hire, bei dem er auch nicht davor zurückschreckt, diesen öffentlich zu brandmarken, indem er ihn etwa bei einem Lokaltermin vor all seinen Nachbarn wieder und wieder zu seinem Haus rennen lässt, um die Aussage eines Augenzeugen zu überprüfen.
Während eines Gewitters entdeckt Alice zum ersten Mal den Mann, der sie heimlich aus seiner dunklen Wohnung beobachtet, als Hire einen Augenblick lang von einem Blitz beleuchtet wird. Sie erschrickt, doch dann begreift sie, dass er ein Mitwisser sein könnte. Im Treppenhaus inszeniert sie ein zufälliges Zusammentreffen. Am nächsten Abend tritt sie ans Fenster und schaut das erste Mal direkt zu ihrem Voyeur zurück. Als sie sich im Bahnhofscafé verabreden, lässt Hire durchblicken, dass nichts, was in Alices Wohnung geschieht, ihm fremd ist. Wenn er Emile ohne Gefahr für Alice denunzieren könnte, würde er es sofort tun. Doch er fürchtet, dass man sie als Komplizin festnehmen könnte, denn er hat sich längst in Alice verliebt. Deswegen bietet er ihr an, mit ihm nach Lausanne zu fliehen, wo er ein kleines Haus besitzt. Zwar erwidert Alice seine Zärtlichkeiten, doch sie liebt bloß ihren Verlobten Emile, einen leichtlebigen Dandy, der sie seinerseits im Stich lässt und sich aus Angst vor der Polizei absetzt.
Hire schreibt einen Brief an den Polizeiinspektor, gibt Alice eine Fahrkarte nach Lausanne und setzt seine Mäuse an den Gleisen aus. Danach wartet er am Bahnhof vergeblich auf ihr Erscheinen. Er kehrt in seine Wohnung zurück, wo der Inspektor bereits auf ihn wartet. Alice hat Hire angezeigt und behauptet, die Handtasche des Opfers in seiner Wohnung gefunden zu haben. Hire kann ihr nicht böse sein und sagt ihr, sie habe ihm die größten Freuden seines Lebens geschenkt. Anschließend versucht er zu fliehen, klettert auf das Dach seines Hauses, stürzt, kann sich noch einen langen Moment an der Regenrinne festhalten, während alle Menschen von der Straße zu ihm aufsehen. Dann fällt Hire. Im Fallen bleibt sein Blick noch einmal am Fenster hängen, hinter dem Alice steht. Er schlägt auf der Straße auf und ist tot.
Erst danach liest der Inspektor seinen Brief. Hire schreibt, Alice und er seien zu diesem Zeitpunkt schon weit weg. Er nennt den wahren Mörder und fügt den Schlüssel zu einem Schließfach bei, in dem er als Beweis Emiles Regenmantel deponiert hat. Und er bittet den Inspektor, Alice und ihn nicht ausfindig zu machen, weil er hoffe, der Inspektor werde ihr beider Glück respektieren.

## Entstehungsgeschichte
Der Roman Die Verlobung des Monsieur Hire von Georges Simenon war 1933 erschienen. Er spielt im Pariser Vorort Villejuif („Judenstadt“) und seine Hauptfigur Hirovitch stammt von russischen Juden ab. Stärker als Lecontes Film thematisiert Simenon die Verfolgung eines Außenseiters durch die Gesellschaft. Sein Hire entschuldigt sich fortwährend, wenn er auf der Straße mit Passanten zusammenstößt. Und anders als in Lecontes Film wird bei Simenon die Wahrheit niemals publik. Nachdem Hire bei seiner Flucht an Herzversagen („gebrochenem Herzen“) gestorben ist, geht in der von seiner Schuld überzeugten Kleinstadt das Leben weiter wie üblich.

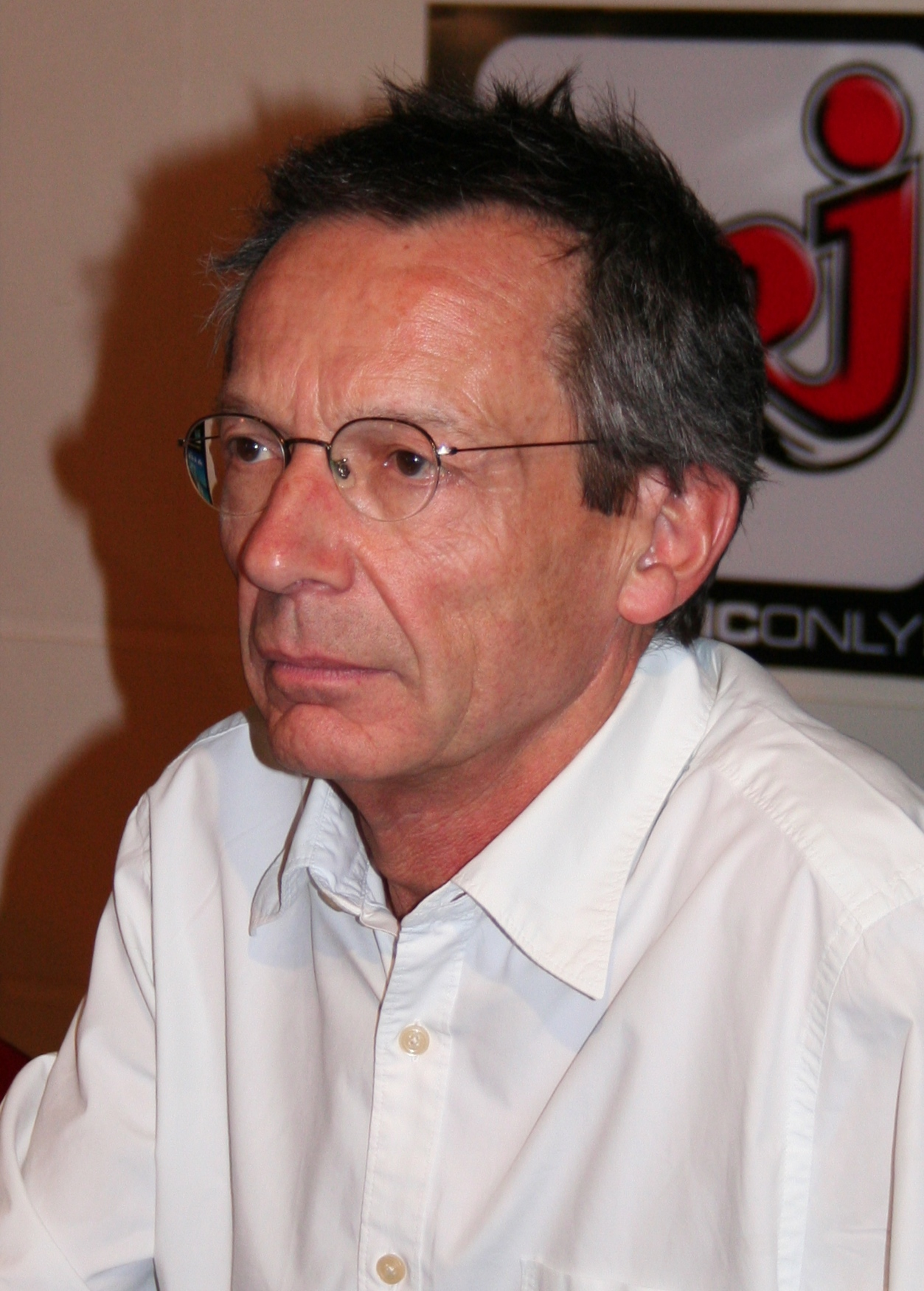
Regisseur Patrice Leconte im Jahr 2006

1946 verfilmte Julien Duvivier den Roman mit Michel Simon in der Hauptrolle und Viviane Romance als Alice unter dem Titel Panique (deutsch: Panik). Angepasst an das Klima nach dem Zweiten Weltkrieg war sein Hire kein Jude mehr, sondern weckte Assoziationen an einen von der Masse gehetzten Kollaborateur. Ein weiteres Mal wurde der Stoff 1947 in Portugal unter dem Titel Barrio und der Regie von Ladislao Vajda verfilmt.
Patrice Leconte hatte vor Die Verlobung des Monsieur Hire bereits sechs Spielfilme mit Michel Blanc gedreht, zumeist Komödien, bei denen beide gemeinsam am Drehbuch beteiligt waren. Die Verlobung des Monsieur Hire ging das erste Mal in eine ganz andere Richtung. Ursprünglich sollte sein Film ein Remake von Panique werden, doch Die Verlobung des Monsieur Hire wurde eher ein Kammerspiel als ein Krimi. Die Liebe zu Alice und die Ästhetik der Darstellung rückten in den Mittelpunkt. Leconte etablierte sich mit dem Film als Autorenfilmer.
Der Film wurde überwiegend in Studios gedreht, weil sich keine zwei Wohnungen fanden, die sich in geeigneter Weise gegenüberstanden. Leconte legte Wert darauf, dass sich Zeit und Ort des Films nicht leicht bestimmen ließen. So entstand neben Aufnahmen in Paris eine Szene in der Brüsseler Straßenbahn, und die altmodischen Autos konterkarieren mit Polaroidfotos. Die Idee des musikalischen Themas aus dem vierten Satz Rondo alla Zingarese des Klavierquartetts Nr. 1 in g-moll von Brahms wurde erst zu einem späten Zeitpunkt von der Filmeditorin Joëlle Hache eingebracht. Die Nahaufnahmen des Plattenspielers wurden gedreht, als die Kulissen bereits abgebaut wurden.

## Kritiken
Lexikon des internationalen Films: „Ein trister Film über ein erstarrtes Leben, undurchsichtige Gefühle und trügerische Hoffnungen, der geschickt die Sympathie der Zuschauer lenkt. Durch die überzeugende filmische Umsetzung des Stoffes und die überragende Interpretation entwickelt sich eine intensive Lektion über die Ambivalenz von Gut und Böse.“
Roger Ebert: „‚Monsieur Hire‘ ist so delikat, dass man während der letzten halben Stunde beinahe den Atem anhält. Ereignisse von gewichtiger Subtilität nehmen ihren Lauf. […] ‚Monsieur Hire‘ ist ein Film über Gespräche, die nie gehalten werden, Wünsche, die nie zum Ausdruck gebracht werden, Fantasien, die nie realisiert werden, und Mord.“
Andreas Kilb: „‚Die Verlobung des Monsieur Hire‘ ist ein wunderbar ästhetischer Film, eine der schönsten Simenon-Verfilmungen überhaupt. […] Um auszudrücken, wie gut Michel Blanc diese Rolle verkörpert, fällt mir nur ein hochnotpeinliches Wort ein: Er ist genial. […] ‚Die Verlobung des Monsieur Hire‘ ist nur achtzig Minuten lang. Kürzer geht es kaum. Schöner auch nicht.“
Cinema nennt den Film ein „beklemmendes, starkes Kammerspiel“ und ein „feines psychologisches Kabinettstück über Obsession, Hoffnung und ein erstarrtes Leben, das mit spärlichen Mitteln intensivste Atmosphäre schafft.“

## Auszeichnungen
- Im Wettbewerb der Internationalen Filmfestspiele von Cannes 1989.[6]
- César 1990 für den besten Ton.[6] Nominiert in sieben weiteren Kategorien: bester Film, beste Regie, bester Hauptdarsteller, beste Hauptdarstellerin, beste Filmmusik, bester Schnitt, bestes Filmplakat
- Syndicat Français de la Critique de Cinéma (SFCC): bester Film 1990
- Boston Society of Film Critics (BSFC): bester fremdsprachiger Film 1991
- Guldbagge: bester ausländischer Film 1992